# Raquel Mancini
Raquel Marcela Mancini (Buenos Aires, 26 de septiembre de 1964) es una exmodelo y actriz argentina, considerada en su país como un ícono de la generación X.

## Trayectoria
Fue "descubierta" como modelo por la revista Gente en el año 1980, cuando tenía catorce años. Comenzó su carrera en el verano de ese año, apareciendo en la tapa de esa revista. A partir de ahí, se convirtió en un ícono de la moda y la farándula argentina, modelo de rubia, bellísima y distinguida, siendo muy solicitada para producciones fotográficas y publicidades. Además, participó en varios programas y series de televisión.
En 1996, luego de estar en coma por complicaciones en una cirugía (ver sección Vida personal) y a otros problemas de salud y problemas familiares, se retiró casi totalmente del mundo del espectáculo.
En 2008 aceptó la propuesta para participar del programa Patinando por un sueño. Sin embargo, no alcanzó a debutar en el espectáculo ya que sufrió una grave lesión —fractura de tibia, fractura expuesta de peroné y rotura de ligamentos— durante un ensayo.

## Vida personal
Raquel Mancini tiene tres hermanos varones. Además, tuvo una hermana gemela que murió en el parto.
Contrajo matrimonio con el actor Martín Seefeld cuando tenía diecinueve años; cinco años más tarde, se divorciaron. Luego tuvo una relación sentimental con Alejandro Mascardi, hermano del mítico representante de futbolistas Gustavo Mascardi, por entonces casado con la fashionista y socialité Lily Sciorra. También fue pareja de Fabián Rodríguez, exmarido fallecido de Nazarena Vélez. 
Mantuvo un romance durante once años con el exministro del Interior Enrique Nosiglia, que por muchos años permaneció en secreto.
En 1996 estuvo en estado de coma de cuarto grado debido a complicaciones durante una liposucción. Poco tiempo después, fue operada del intestino delgado por una úlcera provocada por estrés.
En 2016 estuvo quince días en coma por influenza y complicaciones derivadas, recuperándose milagrosamente y retornando en el mes de julio en algunas entrevistas televisivas en el programa Desayuno con Pamela, conducido por Pamela David.
El 2 de abril de 2024 estuvo como entrevistada en el programa Noche al Dente, conducido por Fernando Dente.

## Televisión
- 1987: Rock and Pop TV.
- 1988: Mesa de noticias.
- 1990: Cable clip.
- 1991: Desayuno.
- 1991: El gordo y el flaco.
- 1993: Brigada cola.
- 1995: Todo nuevo.
- 1996: Indiscreciones.
- 2002: Encuentros con Raquel.
- 2008: Patinando por un sueño.
- 2009: Mitos, crónicas del amor descartable.
- 2013: La pelu - invitada especial.
- 2013: The Presta Show - Infieles - Duro de Domar.
- 2018-2019: Incorrectas - Panelista rotativa.
- 2023-2024: LAM - Panelista.
- 2025: A la tarde

## Cine
- 1994: Grande... Brigada!
- 2013: Chicos Católicos, Apostólicos y Romanos - The movie

## Teatro
- 1996: Las cosas del joder - Junto a Miguel Ángel Cherutti y elenco.
- 2007: El champán las pone mimosas - Junto a Diego Díaz, Matías Santoiani, Ximena Capristo, Gabriel Almirón, Tamara Paganini, Gabriela Mandato, Cinthia Fernández y Adrián Martel.
- 2008: Más que amigos - Junto a Marcelo de Bellis y elenco.
- 2010: El dentista pide pista - Junto a Marixa Balli, Beto César, Natalia Fava, Lisandro Carret, Virginia Draghi y Cristian Bonnano.

## Radio
- 2009: Nada que ver - UFO Point de Pinamar, junto a Carla Conte y Quique Duplaá.
- 2010: Midnight Sound - Radio Point de Pinamar, junto a Nacho Goano y Tobías Blanco.
- 2011: Sin pelos - Radio Cielo de La Plata.
- 2011: Super M - Radio Cielo de La Plata.
- 2012/2013: Media semana - Radio Palermo 93.9.
- 2014/2015: Paz con Raquel - Radio Palermo 93.9 junto a Paz Maldonado.
- 2016: Encuentro con Raquel - Radio Palermo 93.9.
- 2016: Comienza la Semana con Raquel Mancini - Radio Palermo 94.7